# Національний театр Ефіопії
Національний театр Ефіопії — театр у Аддис-Абебі.
Раніше відомий як Театр Хайле Селассіє I, зал почали будувати під час італійської окупації як Кінотеатр Марконі на приблизно 350 місць. Пізніше будівля була добудована в 1955 році для святкування Срібного ювілею і розширена до 1260 чоловік із держпідтримкою театрального колективу. Із кінці 1940-х мета колективу — популяризація ефіопських пісень солістів у супроводі сучасного оркестру.
Австрійський композитор Франц Зельвекер став першим режисером Національного театру.
Театр має дві управлінські дирекції — одна для театру, інша для музики. Музична дирекція включає народну музично-танцювальну групу "Ізра", оркестр Яред (англ. Yared Modern Orchestra), та Dawit POP Orchestra.